# Asteroxylon
Asteroxylon ist eine ausgestorbene Pflanzengattung aus dem Devon. Sie steht systematisch an der Basis der Bärlapppflanzen.

## Asteroxylon mackiei
Asteroxylon mackiei ist nur aus dem Rhynie Chert in Schottland bekannt und ist dort im unteren Old Red Sandstone zu finden.
Die Hauptachsen verzweigen sich isotom, Seitenzweige entstehen auch anisotom, was zu kleineren Seitenzweigen führt. Die Mikrophylle sind einfach und stehen spiralig an den Achsen. Ein einfaches Leitbündel entspringt dem Xylem der Sprossachse, endet aber an der Basis des Mikrophylls, führt also nicht in dieses hinein. Die Mikrophylle haben keine Ligula. Das Xylem ist im Querschnitt sternförmig, wovon sich auch der Gattungsname ableitet. Große Achsen haben sieben Xylem-Lappen, das Protoxylem befindet sich in den Enden dieser Lappen. In der inneren Rinde befinden sich große Interzellularen, die durch besondere Zellen (Trabeculae) gebildet werden. Die äußere Rinde ist mit rund sechs Zellen Dicke eher dünn. Eine Hypodermis ist nicht bekannt. Die Epidermis besteht aus verlängerten Zellen, von denen manche Papillen tragen. Die Spaltöffnungsapparate bestehen aus zwei Zellen.
Die Verzweigung erfolgt auf zwei Arten: Bei der isotomen Verzweigung teilt sich die sternförmige Stele in zwei kleine, untereinander gleiche sternförmige Stelen. Bei der anisotomen Verzweigung teilt sich einer der Lappen der Stele, bildet im Seitenzweig eine runde kleine Stele, die sich distal wieder zur Sternform entwickelt.
Die Sporangien sind groß, bis 7 mm breit, nierenförmig und öffnen sich mit zwei gleichen Klappen. Sie stehen an den Achsen und haben einen kurzen, mit Leitbündel versehenen Stiel. Sie stehen nicht in den Blattachseln. Die Sporen sind trilet (haben eine dreizackige Narbe) und haben wenig Ornamente.
Die Rhizome sind nackte, isotom verzweigte, liegende Achsen. Ihr Xylem ist zylindrisch und von einem als Phloem interpretierten Gewebe umgeben, gefolgt von einer inneren Rinde aus schmalen, feinen Zellen, einer äußeren Rinde aus großen Zellen und einer Epidermis. Wurzelhaare sind nicht bekannt. Jedoch wurde im Jahr 2021 berichtet, dass Asteroxylon mackiei die frühesten bekannten Gewebe von Pflanzenwurzeln ausbildet. Diese Gewebe entwickeln sich, wenn eine sprossähnliche Achse eine dichotome Verzweigung („Gabelung“) bildet, bei der die eine „Zinke“ ihre Sprossidentität behält, die zweite jedoch eine Wurzelidentität entwickelt. Bei heute lebenden Pflanzen ist ein vergleichbarer „Identitätswechsel“ in Geweben unbekannt, deren Wurzeln entwickeln sich nicht auf diese Weise.
Der Gametophyt ist nicht bekannt.

## Asteroxylon elberfeldense
Diese zweite Art stammt aus dem Mitteldevon von Deutschland, Schottland und Norwegen. Die Achsen sind dichotom bis sympodial verzweigt, haben einen Durchmesser von über 5 mm und sind bis einen Meter lang. Ihre Anhängsel sind schraubig angeordnet und dicht stehend und ähneln stark Mikrophyllen. Die Art ähnelt zwar Asteroxylon mackiei, ihre systematische Position ist jedoch nach wie vor unklar. Circinate Vernation und pseudomonopodiale Verzweigung weisen eher auf eine Verwandtschaft mit den Zosterophyllophyta hin.
Eine weitere beschriebene Art, Asteroxylon setchellii, ist nur von versteinerten Achsen aus dem New Albany Shale bekannt, wird inzwischen eher als Rhachis eines Farns angesehen und unter dem Namen Stenokoleos setchellii geführt.

## Systematik
Asteroxylon steht an der Basis der Bärlapppflanzen. In der kladistischen Analyse von Kendrick und Crane (1997) bildete Asteroxylon mackiei zusammen mit Drepanophycus und Baragwanathia eine Klade.

## Belege
1. ↑  Alexander J. Hetherington et al.: An evidence-based 3D reconstruction of Asteroxylon mackiei, the most complex plant preserved from the Rhynie chert. In: eLife. 2021, 10, e69447, doi:10.7554/eLife.69447.
 Wie sich die ersten Wurzeln vor mehr als 400 Millionen Jahren entwickelten. Auf: idw-online.de vom 24. August 2021.